# Улица Немцова (Тюмень)
Улица Немцова (до 1930 г. — Солдатская, в 1930—1957 гг. — Шверника) находится в историческом центре Тюмени. Она оригинальна тем, что по первой трети длины по ней можно пройти и проехать на автомобиле, на второй трети улица превращается в пешеходную тропу, а на последней трети исчезает совсем.
Такой улица стала в результате незаконченной деятельности нескольких поколений городских архитекторов. Ещё в 60-е гг. XX в. решили старую, нарезанную по первому генплану 1766 г. густую сетку улиц разредить. Вместо мелких кварталов сделать крупные. Это позволило бы убрать часть светофоров и этим ускорить движение городского транспорта. В ходе этой перестройки часть улиц должна была исчезнуть с карты Тюмени. Их стали перегораживать новыми длинными домами, которые не вписались в старые кварталы, но хорошо вписывались в укрупненные новые.
Одной из таких обреченных на исчезновение улиц старой Тюмени оказалась улица Немцова. По сути, она почти исчезла, но как память о ней остались указатели с названием на стенах домов.

## Расположение
По нумерации домов улица Немцова начинается от улицы Циолковского и через 75 м пересекается с улицей Таборная, дальше идет прямо 150 м до перекрестка с улицей Осипенко. Преодолев перекресток улица Немцова заканчивается через 700 м на улице Советская пересекая до этого улицы Даудельная и Елецкая, при это между этими улицами улица Немцова представляет собой только пешеходную тропу.
И только через 560 метров начинается оторванная часть улицы Немцова длинною, начинающаяся от улицы Ленина и заканчивающаяся через 72 м.

## История

### Солдатская улица (XIX в.-1930 г.)
В конце XIX века улица называлась Солдатской, потому что в том месте, где она выходила на Сибирский тракт (теперь ул. Республики), стояло двухэтажное здание военного присутствия Тюмени, занимавшееся набором рекрутов в царскую армию и флот. В 1909 г. присутствие возглавлял переведенный из Каинска подполковник Владимир Куйбышев — отец известного советского государственного деятеля Валериана Куйбышева (1888—1935), в честь которого в пос. Калинина[где?] названа улица. Отец Валериана Куйбышева умер в Тюмени и похоронен на Текутьевском кладбище, могила сохранилась.
Здание присутствия стояло примерно там, где теперь располагается многоэтажное сооружение междугородной телефонной станции, и было разобрано в середине 70-х гг., во время застройки улица Республики. Место не отметили ни памятной доской, ни каким-либо другим знаком. А между тем здание городского военкомата было истинно историческим. Здесь в 1918 и 1919 гг. собирали тюменцев, мобилизованных в Красную армию, отсюда уходили на военную службу парни в 20-30-х гг. Здесь в июне 1941 г. стояли в очередь добровольцы и мобилизованные тюменцы на войну с гитлеровской Германией. Военкомат был единственным на всю Тюмень до начала 70-х гг. XX в., когда город разделили на районы (теперь округа) и в каждом создали свои военные комиссариаты.
Улица сформировалась в конце XIX в. Она отделяла старое кладбище и аптекарский сад госпожи Александры Ивановны Даудель от так называемых «новых кварталов», нарезанных землемерами для поселения жителям Сараев, а потом и всем желающим. Начиналась улица Солдатская возле Загородного Александровского сада и шла наискосок через квартал, где теперь стоит Дом печати, к тому месту, где сходятся Комсомольская и Осипенко, и продолжалась к улице Республики.
Современная градостроительная ситуация в этом месте сформировалась только в 50-е гг. XX в. Прежде здесь была густая сетка улиц, застроенных деревянными избами, а место называлось Солдатской слободкой.

### Улица Шверника (1930-1957 гг.)

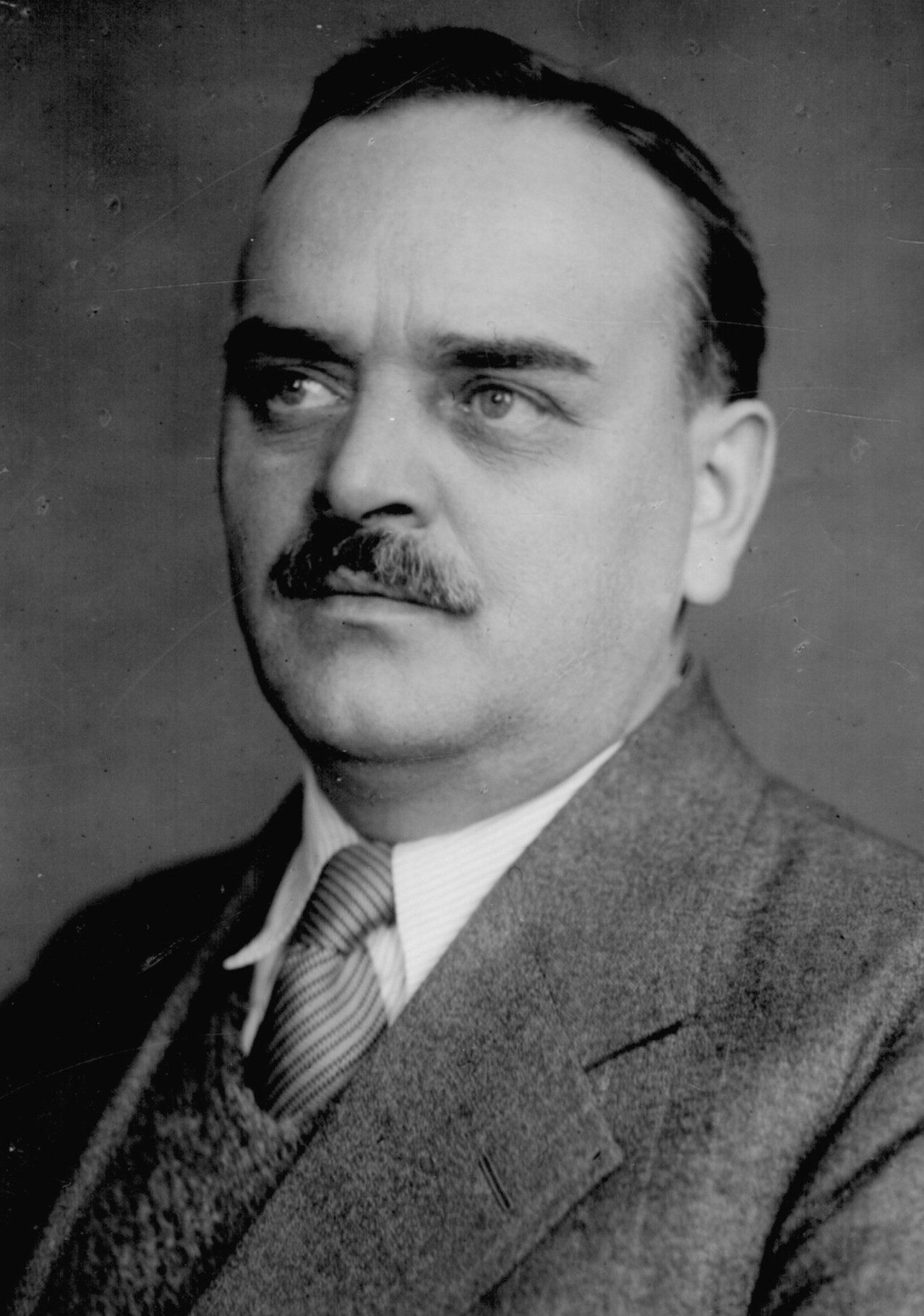
Николай Михайлович Шверник

В 1930 году улицу Солдатскую переименовали в улицу Шверника (1888—1970). Это был известный политический деятель Советского Союза в 1920-1960-е гг. Он активно начал свою карьеру комиссаром на фронтах гражданской войны, работал в профсоюзных органах, возглавлял парторганизацию Уральской области в 1927—1928 гг. Видимо, по распространенной тогда моде и назвали тюменцы улицу в честь секретаря обкома партии, чтобы потрафить областному начальству. Тяжело пришлось Николаю Михайловичу Швернику на Урале. Кроме проведения в жизнь громадных планов индустриализации, начиналась коллективизация уральской деревни. Плохо шла заготовка зерна в госрезервы, плохо собирались с мужиков увеличенные в 2,5 раза денежные самообложения и налоги.
Шверник на партийной работе продержался недолго. С 1930 по 1944 гг. был первым секретарем ВЦСПС — Всесоюзного Центрального Совета профессиональных союзов, в 1953—1956 гг. — работал председателем ВЦСПС. В промежутках между постами по профсоюзной линии он где только не работал! Это был настоящий бюрократ-трудоголик. На руководящих должностях он пробыл почти до самой смерти (до 82 лет). Н. М. Шверник только орденов Ленина имел пять штук, в 1958 г. ему присвоили звание Героя Социалистического труда. Он дважды бывал в Тюмени в 60-е гг. XX в. Похоронен Шверник у Кремлёвской стены на Красной площади в Москве.
Н. М. Шверник — один из немногих людей когорты И.В. Сталина, который смог избежать репрессий 30-40-х гг. Можно сказать, прожил «от Ильича (В.И. Ленина) до Ильича (Л. И. Брежнева) без инфаркта и паралича», как говорили в 1980-е гг. о таких долгожителях. Однако земная слава переменчива…

### Улица Немцова (с 1957 по наше время)

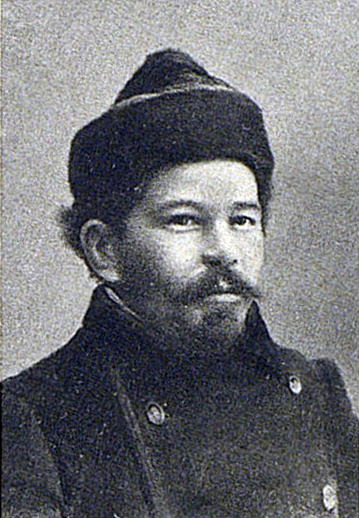
Николай Михайлович Немцов

Вскоре после смерти И.В. Сталина (1953 г.) руководящая партия начала борьбу с «пережитками его культа личности». Было велено переименовать улицы, названные именами ещё живых государственных и прочих деятелей (исключение сделали только в 1961 г.: в честь первого космонавта Земли Ю. А. Гагарина разрешали называть различные гражданские объекты Советского Союза). Тюменские власти, повинуясь партийной дисциплине, на заседании горкома 7 декабря 1957 г. переименовали улицу Шверника в улицу Немцова.
Николай Михайлович Немцов (1869—1938) родился в семье тульского рабочего, после окончания земской школы он с 13 лет работал подручным у слесаря на оружейном заводе. В 17 лет вступил в социал-демократический кружок и получил подпольную кличку «Макар». Участвовал в революционной работе в Туле, Питере, в 1905 г. его арестовали и в 1907 г. выслали на вечное поселение в Обдорск вместе с Л. Троцким и Б. Кнунянцем. Удалось перебраться в Тобольск. Амнистию получил после февральской революции 1917 г. Вернулся в Питер, где создал один из первых отрядов Красной гвардии. Летом 1917 г. большевики послали его в Тобольск вести революционную работу. Здесь же жила семья Н. М. Немцова. Работал он в губернском продовольственном комитете.
Когда в декабре 1917 г. в Тюмени создали первый большевистский комитет, Немцова избрали в его состав. 5 апреля 1918 г. Тобольскую губернию переименовали в Тюменскую и в Тюмени создали исполнительный комитет Тюменского губернского Совета рабочих, солдатских и крестьянских депутатов. Председателем исполкома избрали Н. М. Немцова. Он стал первым советским «губернатором».
20 июля 1918 г. Н. М. Немцов вместе с красными отрядами ушел из Тюмени за Урал. Работал председателем горсовета в Туле, возглавлял губернскую парторганизацию в Тамбове. В 1921 г. при нём там возникло крестьянское восстание («антоновщина»). В 1920—1930 гг. работал в Москве в наркомате юстиции, был членом Верховного суда Российской Федерации и СССР, заместителем председателя ВЦИК. Его избирали делегатом VIII, IX и X партийных съездов. Однако важные посты в правительстве не спасли его от репрессий. В 1938 г. Н. М. Немцова расстреляли как «врага народа». Через 20 лет тюменские партийные товарищи вспомнили о первом губернаторе — руководителе области и назвали в его честь улицу. Н. М. Немцова к тому времени как раз реабилитировали.

### Малая родина Юрия Гуляева

Юрий Александрович Гуляев

Старшему поколению тюменцев не надо объяснять, кто такой Юрий Александрович Гуляев (1930—1986), но молодежь уже не знает своего славного земляка. Юрий Гуляев — певец (лирический баритон), народный артист СССР (с 1968 г.), лауреат Государственной премии (1975 г.). Он окончил Свердловскую консерваторию в 1954 г. с 1960 г. работал в Киеве, в Украинском театре оперы и балета, с 1975 г. — в Большом театре Москвы.
Сам Гуляев проживал на этой улице по адресу — ул. Немцова, дом 12. С 1936 г. он жил в этом доме, тогда ещё на улице Шверника, учился в школе № 25 на улице Первомайской, потому что школа № 21, ближайшая к дому, хоть и была средней, но обучались в ней только девочки (с 1946 по 1954 гг. в городских школах было раздельное обучение мальчиков и девочек). Гуляев окончил школу в 1948 г.
По рассказам домашних, с трех с половиной лет Юра учился играть на гармошке, а в шесть лет играл хорошо. Лет в 14 ему купили баян, и Юрий практически самоучкой освоил инструмент — в музыкальной школе удалось поучиться всего три месяца. Он пел и играл на всех школьных вечерах, участвовал во всех городских, районных, областных концертах самодеятельности. Его приятный голос, душевное исполнение песен и романсов нравилось слушателям.
Учась в 9-10 классах, Ю. Гуляев участвовал в работе хора завода «Пластмасс». Это был тогда лучший хор в городе: 35 женщин и 25 мужчин. Работал Юрий и в хоре завода автотракторного электрооборудования (АТЭ) аккомпаниатором.
Уже будучи певцом с мировым именем, Юрий Гуляев приезжал в Тюмень с концертами. Особенно запомнился тюменцам его концерт в 1969 г., в тогда ещё недавно открытой после реконструкции филармонии.
В 1980-е гг. родителям Ю. Гуляева дали благоустроенное жилье, и они уехали с улицы Немцова.

## Современный вид
От улицы Циолковского до улицы Осипенко по четной стороне ещё недавно догнивали деревянные постройки середины 50-х гг. прошлого века. К 2005 г. избы заменили многоэтажными кирпичными красавцами. Здесь трудно разрешаются непримиримые интересы жителей старых «деревяшек» и новых застройщиков. Снося ветхие домишки, застройщики должны дать квартиры их жильцам, но там уже давно прописано по нескольку семей. Снося один дом, надо дать 3-5 квартир. Под новый дом нередко сносят 5-10 «деревяшек», в итоге надо отдать взамен столько квартир, что, как говорят застройщики, нет смысла строить новые дома. Люди годами судятся, заваливают жалобами органы власти, пишут президенту. Иной раз «красный петух» пытается разрядить ситуацию. К счастью, пока на Немцова он не выступал в роли арбитра.
Нечетную сторону улицы расчистили ещё перед постройкой Дома печати.
За улицей Осипенко в 2001 г. фирма «Лаптев и партнеры» построила девятиэтажный жилой дом № 22 с офисом и рестораном под названием «H₂O» на первом этаже. Дом именной: на его фасаде барельефный портрет нашего земляка Д. И. Менделеева, а высоко под крышей название «Менделеев Hause». В последнее десятилетие такие гибридные названия магазинов, фирм весьма распространились в Тюмени. Есть Сибинтел, Видео-Интернэшл-Солитекс, Kettler-спорт и другие.
Вплоть до улицы Володарского улица Немцова застроена многоэтажными домами, возведенными в 80-90-х гг. прошлого века. Здесь есть «хрущевки» из силикатного кирпича и бетонные «панели» брежневского времени. На мало-мальски свободном пятачке втискиваются современные дома, облицованные «итальянским» кирпичом, сделанным в тюменских Винзилях или свердловском Камышлове.
В трехэтажном белокирпичном доме № 34 располагается Центр скорой помощи и станция скорой медицинской помощи.
От улицы Осипенко до улицы Даудельной четные дома и детсад № 5 стоят уже на территории бывшего городского кладбища.
После Даудельной улица Немцова становится только пешеходной. После перекрестка с улицы Советской среди «хрущевских» пятиэтажек сохранился двухэтажный деревянный особняк с резными наличниками окон — памятник деревянной архитектуры конца XIX в. (д. 102). В нём располагается городской ЗАГС. Между улицами Хохрякова и Володарского ещё виднеется улица Немцова, справа находится территория гимназии № 21, слева — детского сада № 135. На улице Володарского, поперек того места, где когда-то проходила улица, поднимается громадное здание — корпус № 4 нефтегазового университета. До середины 90-х гг. здесь находился Западно-Сибирский НИИ геологоразведки (ЗапСибНИГНИ), который в разное время возглавляли известные в России и за рубежом ученые: Н. Н. Ростовцев и член-корреспондент АН СССР И. И. Нестеров. Неоспоримы приоритеты института в подтверждении нефтегазоносности Западно-Сибирской низменности, но в годы перехода от социализма к капитализму геология оказалась невостребованной, НИИ влачил жалкое существование, и в середине 90-х гг. его передали университету. Теперь здесь находится учебный институт геологии и геоинформатики ТГНУ и научный институт геологии нефти и газа.
Дворами от улицы Володарского можно пройти на улицу Республики. От улицы Немцова в этом квартале не осталось ничего. Весь квартал перестроен в 70-80-е гг. XX в.

### На дальнем краю
Улица Немцова продолжается за одноимённым сквером на площади Единства и Согласия. Тут нет ничего похожего на улицу, только площадь, но за выступом здания арбитражного суда Западно-Сибирского округа, которое относится к улице Ленина, стоял высотный дом № 105, где до недавнего времени располагалось
ОАО «Градъ» — проектный институт, по планам которого застраивались многие северные города области и Тюмень в том числе. Когда-то «Градъ» назывался «Тюменьгражданпроект», собирался работать масштабно и построил для себя высотное здание, доставшееся теперь Арбитражному суду. В 2002 г. «Градъ» взялся разработать генеральный план застройки Тюмени, но не сошелся с администрацией города в цене. Контракт был расторгнут.
Теперь новый генплан сделал уже известный тюменцам «Ленгипрогор», который и в 1987 г. делал генплан развития Тюмени. «Градъ» переехал на улицу Республики, 61, а дом № 105 сломали.

## Примечательные здания и сооружения
По нечётной стороне
- Дом № 39 — Жилой дом, построенный в 1980 г. по проекту 111-121. Сделан из панелей и состоит из 252 квартир на 9 этажей и 7 подъездов. S(общая) равна 16355 м²., где 13585 м². рассчитаны на жилую площадь.
- Дом № 41 — Жилой дом, построенный в 1980 г. по проекту 111-121. Сделан из панелей и состоит из 216 квартир на 9 этажей и 6 подъездов. S(общая) равна 13801 м²., где 11480 м². рассчитаны на жилую площадь.
- Дом № 43 — Жилой дом, построенный в 1978 г. по проекту Киев. Сделан из кирпича и состоит из 35 квартир на 5 этажей и 3 подъезда. S(общая) равна 3139 м²., где 2419 м². рассчитаны на жилую площадь.
- Дом № 69 — Жилой дом, построенный в 1983 г. по проекту Т-2417-АС. Сделан из кирпича и состоит из 44 квартир на 9 этажей и 1 подъезд. S(общая) равна 3939 м²., где 3268 м². рассчитаны на жилую площадь.Ул. Немцова, 71. Фото Татьяны Телушкиной, дата съемки: 23.05.2013 г.

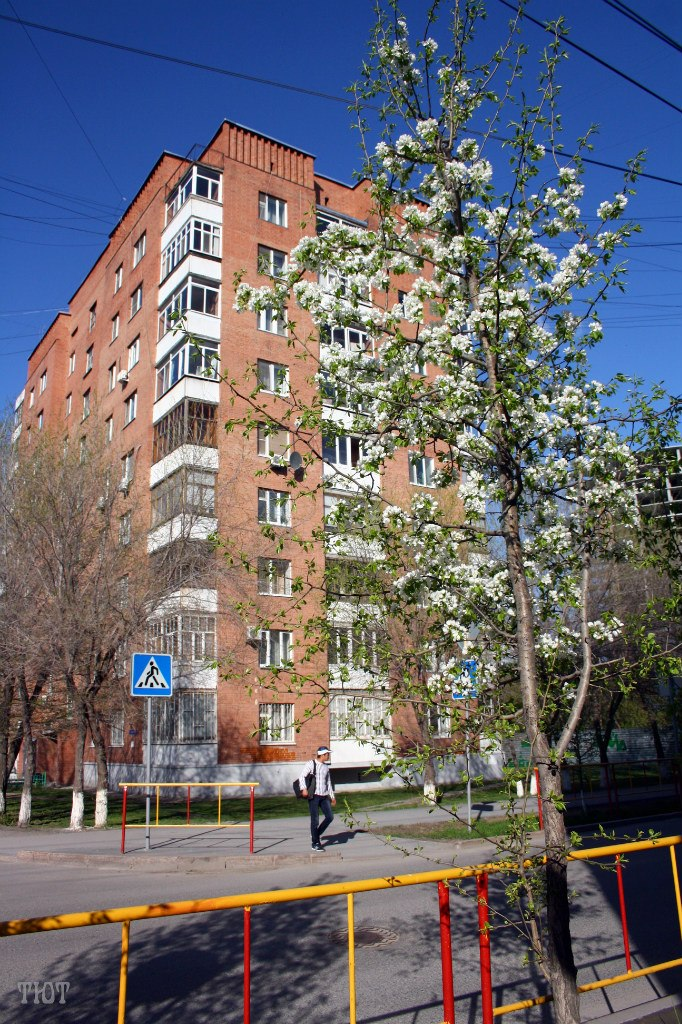
Ул. Немцова, 71. Фото Татьяны Телушкиной, дата съемки: 23.05.2013 г.

- Дом № 71 — Жилой дом, построенный в 1986 г. по проекту Т-2417-АС. Сделан из кирпича и состоит из 44 квартир на 9 этажей и 1 подъезд. S(общая) равна 3671 м².,
где 3250 м². рассчитаны на жилую площадь.
- Дом № 101 — Жилой дом, построенный в 1962 г. по проекту 1-447С-2. Сделан из кирпича и состоит из 25 квартир на 4 этажа и 2 подъезда. S(общая) равна 1542 м²., где 1022 м². рассчитаны на жилую площадь.

По чётной стороне
- Дом № 4 — Жилой дом, построенный в 2004 г. по индивидуальному проекту. Сделан из кирпича и состоит из 159 квартир на 10 этажей и 4 подъезда. S(общая) равна 20398 м²., где 13046 м². рассчитаны на жилую площадь.
- Дом № 22 — Бизнес-центр «Менделеев House», построенный в 2002 г. по индивидуальному проекту. Сделан из кирпича и состоит из 14 квартир на 9 этажей и 1 подъезд. S(общая) равна 8400 м²., где 2627 м². рассчитаны на жилую площадь.
- Дом № 26 — Детский сад № 135 корпус № 4. Дата: строительства здания — 1983 год, создания учреждения — 19 декабря 2007 года (согласно сведениям ЕГРЮЛ).
- Дом № 34 — Центральная станция скорой медицинской помощи. Станция скорой медицинской помощи г. Тюмени основана 8 ноября 1921 года.
- Дом № 50 — Жилой дом, построенный в 1983 г. по проекту 111-121. Сделан из панелей и состоит из 216 квартир на 9 этажей и 6 подъездов. S(общая) равна 14307 м²., где 11882 м². рассчитаны на жилую площадь.
- Дом № 52 — Жилой дом, построенный в 1983 г. Сделан из кирпича и состоит из 72 квартир на 7 этажей и 3 подъезда. S(общая) равна 5280 м²., где 5160 м². рассчитаны на жилую площадь.
- Дом № 72 — Жилой дом, построенный в 1983 г по проекту Киев. Сделан из кирпича и состоит из 38 квартир на 5 этажей и 3 подъезда. S(общая) равна 2982 м²., где 2704 м². рассчитаны на жилую площадь.Мемориальная доска на ул. Немцова, д. 43. г. Тюмень, 2021 год.

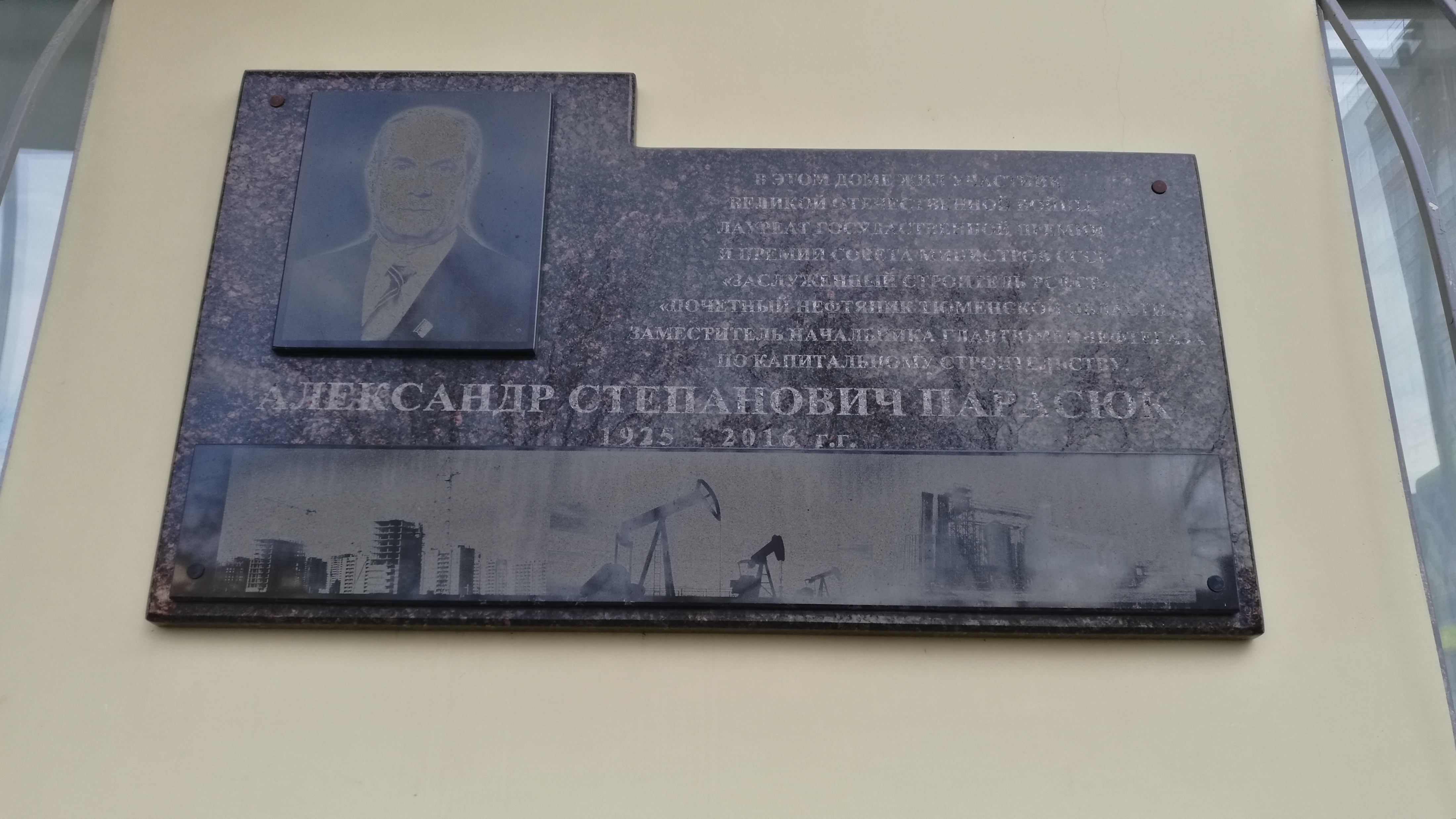
Мемориальная доска на ул. Немцова, д. 43. г. Тюмень, 2021 год.

### Памятные доски
- Д. И. Менделееву — на доме № 22.
- А. С. Парасюку — советскому хозяйственному, государственному и политическому деятелю (1925—2016) — на доме № 43.

## Транспорт
Движение по всей улице двустороннее, кроме участка от улицы Осипенко до школы №40, местами бессветофорное. По улице не проходит ни один маршрут общественного транспорта. Связано это с тем, что улица узкая, а местами отсутствует проезжая часть.